# Український Рухомий Драматичний Театр
Український Рухомий Драматичний Театр під дирекцією Івана Когутяка, постав у 1920 році в Станиславові з частини акторів ліквідованого театру М. Садовського.
З 1922 року мав назву «Український Драматичний Театр під дирекцією Івана Когутяка».
До 1939 об'їздив гол. з побутовим репертуаром провінцію і спричинився до організації аматорських гуртків у Галичині.
Виставляв якийсь час п'єси, опери й оперети. З цікавіших вистав були «Вогні Іванової ночі» Г. Зудермана, «Казка старого млина» С. Черкасенка та ін.